# 悲しみは愛の笛
『悲しみは愛の笛』（かなしみはあいのふえ）は、1978年3月18日にテレビ朝日の『土曜ワイド劇場』枠で放送されたテレビドラマである。全1話。

## キャスト
- 半二：藤田まこと
- 里子：有馬稲子
- 早苗：大竹しのぶ
- 下元勉
- 健一：井上純一
- 杣山久美
- 島田妙子
- 大和なでしこ
- 古代一平
- 二戸義則

## スタッフ
- 脚本：石松愛弘
- 音楽：木下忠司
- 監督：大槻義一
- 制作：市ヶ谷企画